# Berg (Bütgenbach)

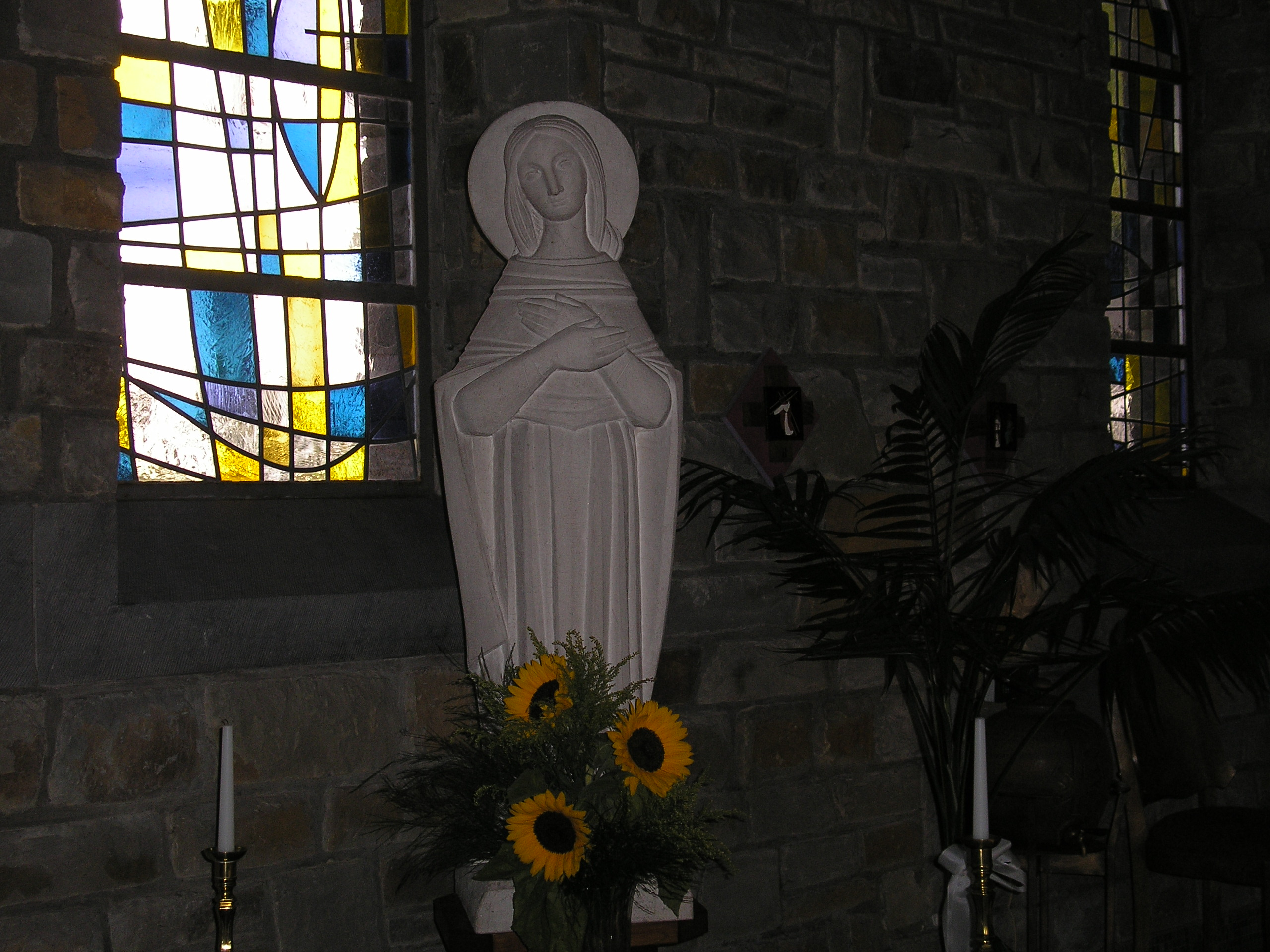
Interieur van de kapel

Berg is een plaats in de Duitstalige gemeente Bütgenbach in de Belgische provincie Luik.

## Geschiedenis
Berg werd voor het eerst vermeld in 1531 met de naam: Uffemberg. Er stonden toen drie huizen. Het dorp is waarschijnlijk pas in 1529 gesticht.

## Bezienswaardigheden
- De kapel werd gebouwd in 1959 en ingezegend in 1962. Het natuurstenen kerkje heeft een aangebouwde toren onder zadeldak.
- Het Kreuz im Konnenbusch is een twee meter hoog gietijzeren kruis, aan het uiteinde van de straat: Zum Konnenbusch.
- De Odiliabron. Sint-Odilia is de patrones van het dorp. Het is een bron met kapelletje, ingewijd in 1962.

## Natuur en landschap

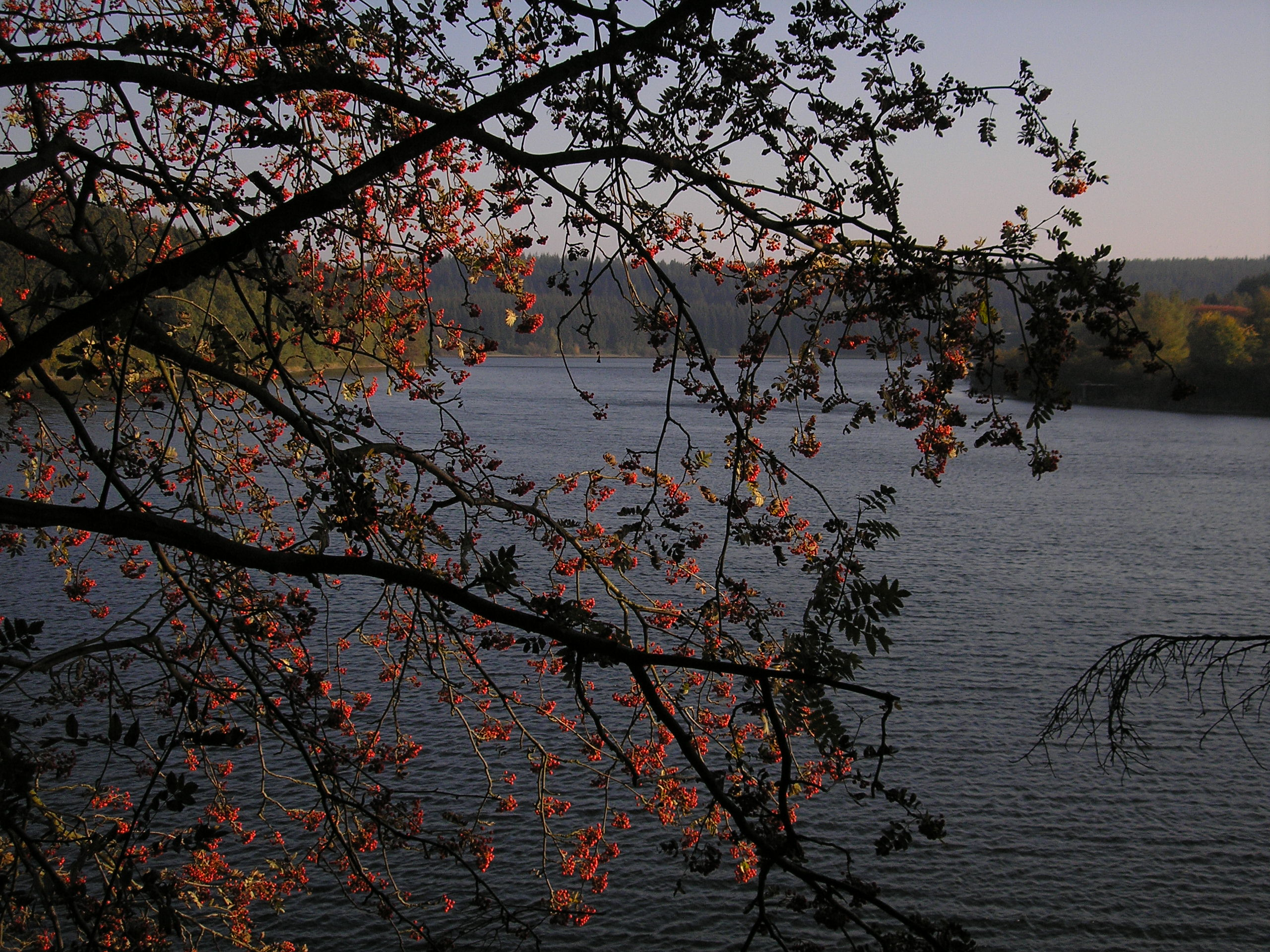
Meer van Bütgenbach

De plaats ligt ten noorden van het Meer van Bütgenbach, een stuwmeer van de Warche.

## Nabijgelegen kernen
Bütgenbach, Nidrum, Elsenborn, Wirtzfeld
Deelgemeenten: Bütgenbach · Elsenborn

Overige kernen: Berg · Küchelscheid · Leykaul · Nidrum · Weywertz

Belgische gemeenten · Duitstalige Gemeenschap · Arrondissement Verviers · Luik · Wallonië